# Laraine Newman
Laraine Newman (ur. 2 marca 1952 w Los Angeles) – amerykańska aktorka filmowa, telewizyjna i głosowa.

## Filmografia
- 1980: Wspomnienia z gwiezdnego pyłu (Stardust Memories)
- 1985: Być doskonałym (Perfect)
- 1986: Najeźdźcy z Marsa (Invaders from Mars)
- 1986: Alfred Hitchcock przedstawia (Alfred Hitchcock Presents)
- 1991: Kochany urwis 2 (Problem Child 2)
- 1993: Stożkogłowi (Coneheads)
- 1994: Flintstonowie (The Flintstones)
- 1996: Trzecia planeta od Słońca (3rd Rock from the Sun)
- 1996: Świąteczna gorączka (Jingle All the Way)
- 1998: Las Vegas Parano (Fear and Loathing in Las Vegas)
- 2002–2004: Siódme niebo (7th Heaven)
- 2006: Bracia i siostry (Brothers & Sisters)
- 2010: Dobra wróżka (Tooth Fairy)
- 2014: Żona na pokaz (Trophy Wife)